# Pristionchus borbonicus
Espèce
Pristionchus borbonicus est une espèce de nématodes de la famille des Diplogasteridae.
Elle a été découverte en 2016, par une équipe de recherche dirigée par Ralf Sommer et Matthias Herrmann, sur l'île de La Réunion dans l'Océan Indien.

## Distribution
Cette espèce est endémique de La Réunion. Elle se rencontre dans les sycones de Ficus mauritiana.

## Description
Trouvés dans les fruits de figuiers sauvages, les individus récoltés semblaient correspondre à 5 espèces différentes. L'étude de leur génome a montré qu'il s'agissait en fait d'une seule et même espèce présentant la particularité d'avoir 5 formes de bouche différentes. Ces formes de bouches se sont développées selon leur régime alimentaire principal (levures, bactéries...).
Son vecteur est la guêpe du figuier Ceratosolen coecus.

## Étymologie
Son nom d'espèce lui a été donné en référence au lieu de sa découverte, l'île Bourbon.

## Publication originale
- (en) Vladislav Susoy, Matthias Herrmann, Natsumi Kanzaki, Meike Kruger, Chau N. Nguyen, Christian Rödelsperger, Waltraud Röseler, Christian Weiler, Robin M. Giblin-Davis, Erik J. Ragsdale et Ralf J. Sommer, « Large-scale diversification without genetic isolation in nematode symbionts of figs », Science Advances, vol. 2, no 1,‎ 2016, e1501031 (ISSN 2375-2548, DOI 10.1126/sciadv.1501031, lire en ligne).